# Libertinage
Libertinage was een tweemaandelijks, Nederlands literair tijdschrift, opgericht in 1948 door H.A. Gomperts en W.F. van Leeuwen, en uitgegeven door G.A. van Oorschot te Amsterdam. Het laatste nummer verscheen in 1953.

## Oprichting
Na de bevrijding wilden twee studievrienden, de essayist en literatuurcriticus Hans Gomperts en de jurist W.F. "Huyck" van Leeuwen, een tijdschrift beginnen. Dat sloot aan bij de plannen van uitgever Geert van Oorschot, die zich zorgen maakte over het opkomende communisme en graag een tijdschrift wilde uitgeven dat over literatuur en politiek zou gaan.
De naam Libertinage was bedacht door Gomperts, die een vorm van het woord 'vrijheid' in de naam wilde hebben, omdat het vlak na de bevrijding was en omdat vrijheid deed denken aan de manier waarop filosofen uit de achttiende eeuw met dogma's omgingen.
Omstreeks 1 april 1948 verscheen het eerste nummer van het tweemaandelijkse tijdschrift, het januari-februarinummer dat tachtig bladzijden telde. De redactie bestond uit Gomperts en Van Leeuwen en een los nummer kostte ƒ2,50. Een jaargang van Libertinage bestond in principe uit zes nummers, maar sommige nummers werden gecombineerd.

## Programma
De redactionele inleiding van het eerste nummer wees erop dat volgens de redactie sinds de dood van Menno ter Braak, E. du Perron en Hendrik Marsman een 'competente kritiek' ontbrak, waardoor 'ieder besef van rang en verhoudingen' verdwenen was. Het tijdschrift richtte zich dus in de eerste plaats tegen de verzwakte maatstaven die de literaire kritiek aanlegde. Het beschouwde zich min of meer als de erfgenaam van het vooroorlogse Forum. In 1949 ging het samen met het concurrerende Criterium, waarbij Adriaan Morriën de derde redacteur werd van Libertinage.
Het blad bevatte naast beschouwingen over politiek en letterkunde ook poëzie en verhalend proza. Regelmatige bijdragen werden geleverd door onder anderen Jacques de Kadt, Adriaan Roland Holst, Elisabeth (du Perron-)de Roos, Arthur Lehning, Leo Vroman, A. Alberts, M. Vasalis, Jan Emmens, Josine Meyer, Jacques Gans, Louis Th. Lehmann, Jan Hanlo en Henk van Galen Last.
De kwaliteit van Libertinage werd gewaardeerd in de culturele wereld. Toch bleef het aantal abonnees achter bij de verwachtingen. Bovendien was het moeilijk om aan geschikte kopij te komen, zodat veel nummers te laat verschenen. Men trachtte de ruimte op te vullen door voorpublicaties te plaatsen van binnenkort te verschijnen boeken. Uitgever Van Oorschot was niet tevreden over de resultaten, hij vond de redactieleden te nonchalant, zodat hij zes extra redacteuren benoemde en dreigde de redactie zelf ter hand te nemen.

## Einde
Libertinage heeft zes jaargangen bestaan. In het laatste nummer van 1953 werd afscheid genomen van de lezers, met onder meer de volgende verklaring voor de 'dood' van het blad:

Een steeds grotere moeilijkheid om die kopie te krijgen, waarvoor ons tijdschrift bestemd was. [...] En de verklaring van die moeilijkheid? Een eenvoudige is er niet. Gebrek aan ambitie, te veel aan ambitie, te veel libertinage misschien, een combinatie van litteraire, sociologische, persoonlijke en toevallige factoren. Libertinage [...] is ‘vivre dans le désordre des idées’. Het is moeilijker gebleken erin te schrijven dan erin te leven.

Van Oorschot richtte in 1957 in dezelfde geest een nieuw literair tijdschrift op, Tirade, waarin vele voormalige medewerkers van Libertinage een plek vonden.